# Тамалакан
Тамалакан (рос. Тамалакан) — село Верхньовілюйського улусу, Республіки Саха Росії. Входить до складу Тамалаканського наслегу.
Населення — 615 осіб (2015 рік).